# Wasserstraße 59 (Stralsund)

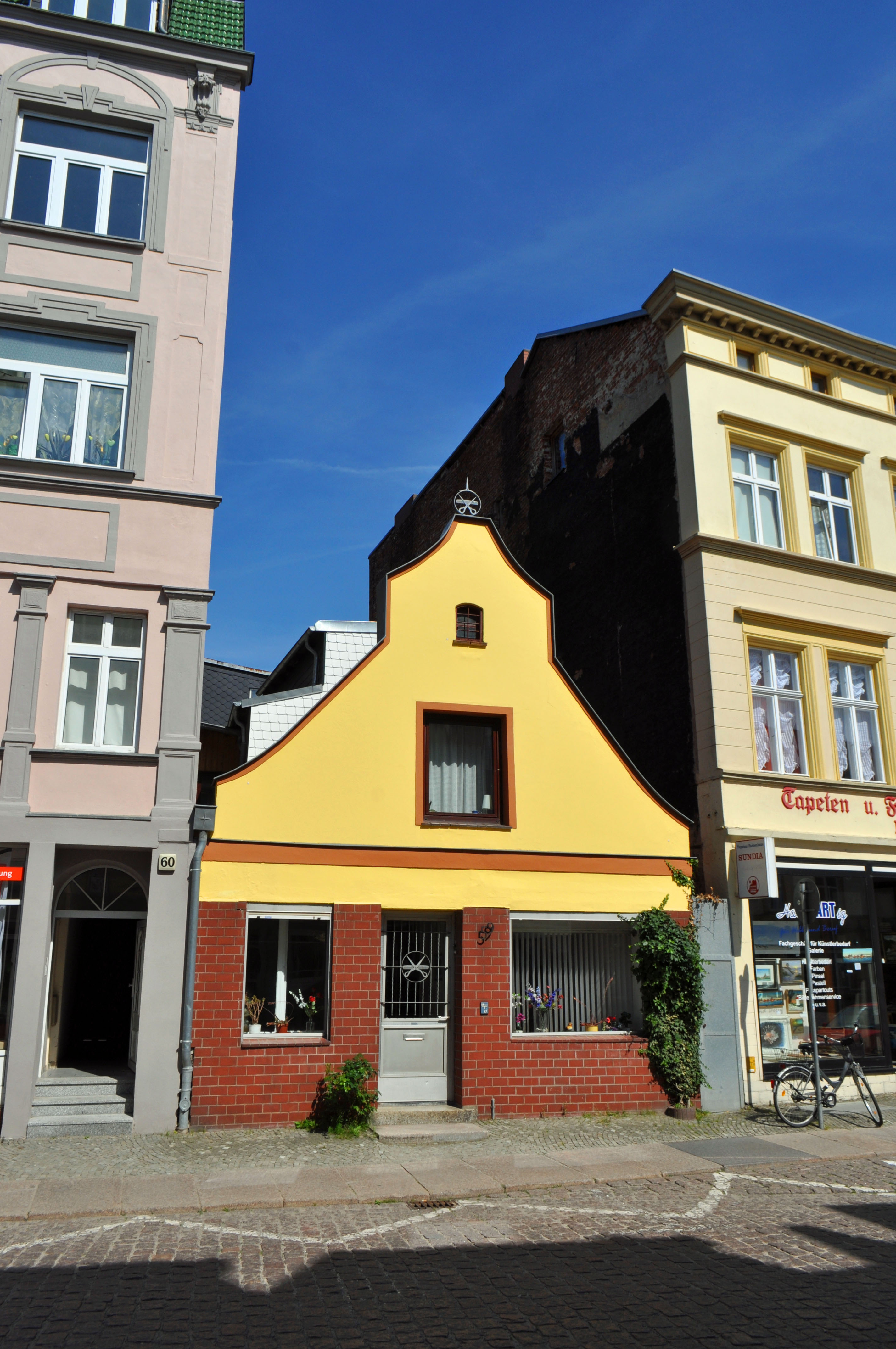
Das Haus Wasserstraße 59 in Stralsund (2013)

Das Gebäude mit der postalischen Adresse Wasserstraße 59 ist ein denkmalgeschütztes Bauwerk in der Wasserstraße in Stralsund.
Das niedrige, eingeschossige Giebelhaus wurde Mitte des 18. Jahrhunderts errichtet. Der verputzte Dreiecksgiebel mit gestelztem Aufsatz wurde später erneuert.
Das Haus liegt im Kerngebiet des von der UNESCO als Weltkulturerbe anerkannten Stadtgebietes des Kulturgutes „Historische Altstädte Stralsund und Wismar“. In die Liste der Baudenkmale in Stralsund ist es mit der Nummer 789 eingetragen.